# Ogern
Ogern – miejscowość w Hiszpanii, w Katalonii, w prowincji Lleida, w comarce Alt Urgell, w gminie Bassella.
Według danych INE z 2005 roku miejscowość zamieszkiwało 119 osób.